# Ove Bengtson
Ove Nils Bengtson (ur. 5 kwietnia 1945 w Danderyd) – szwedzki tenisista, zdobywca Pucharu Davisa.
Jego ojcem był Torsten Bengtson, działacz Partii Centrum i przewodniczący parlamentu.

## Kariera tenisowa
Ove Bengtson był czołowym tenisistą swojego kraju krótko przed Björnem Borgiem. W latach 1968–1971 czterokrotnie triumfował w narodowych mistrzostwach Szwecji w grze pojedynczej, a w deblu – między 1964 a 1976 rokiem – zdobył osiem tytułów mistrzowskich. Wcześniej był także czterokrotnie mistrzem Szwecji juniorów.
W 1967 roku debiutował w reprezentacji Szwecji w Pucharze Davisa. Początkowo występował zarówno w singlu, jak i deblu. Po dołączeniu Björna Borga do zespołu Szwecja zaczęła liczyć się w rywalizacji z najlepszymi i w 1975 roku, pod kierownictwem kapitana Lennarta Bergelina, sięgnęła po raz pierwszy po Puchar Davisa. W finale przeciwko Czechosłowacji Bengtson został wystawiony do singla, ale uległ zarówno Janowi Kodešowi i Jiříemu Hřebecowi. Punkt deblowy dla zespołu wywalczył w parze z Borgiem, odnosząc zwycięstwo nad Janem Kodešem i Vladimírem Zedníkiem. W innych meczach finału Borg wygrał swoje pojedynki i to Szwedzi triumfowali w rywalizacji 3:2. Łączny bilans Bengtsona występów w Pucharze Davisa to 22 zwycięstwa i 28 porażek. Ostatni raz w zespole narodowym zagrał w 1979 roku w przegranym z Czechosłowacją finale strefy europejskiej. 13 sezonów, jakie rozegrał w reprezentacji, czyni go jej rekordzistą (później wynik ten wyrównał Stefan Edberg).
W rozgrywkach ATP World Tour Bengtson wygrał pięć turniejów deblowych oraz awansował do czterech finałów.

### Finały w turniejach ATP World Tour

#### Gra podwójna

##### Zwycięzca (5)
- 1973 Eastbourne, Saint Louis (World Champioship Tennis)
- 1974 Bolonia (WCT), Londyn (WCT)
- 1975 Båstad

##### Finalista (4)
- 1969 Londyn (Queen's Club)
- 1972 Albany
- 1973 San Francisco
- 1974 Båstad